# میهیریو
میهیریو (انگلیسی: Mihiro؛ زاده ۱۹ مهٔ ۱۹۸۲) یک بازیگر پورنوگرافی اهل ژاپن است.